# Journal of Industrial and Engineering Chemistry
Das Journal of Industrial and Engineering Chemistry, abgekürzt J. Ind. Eng. Chem., ist eine wissenschaftliche Fachzeitschrift, die vom Elsevier-Verlag im Auftrag der Korean Society of Industrial and Engineering Chemistry veröffentlicht wird. Die Zeitschrift wurde 1995 gegründet und erscheint derzeit mit zwölf Ausgaben im Jahr. Es werden Arbeiten veröffentlicht, die sich mit der Verbindung von Ingenieurwesen und Chemie beschäftigen.
Der Impact Factor lag im Jahr 2020 bei 6.064. Nach der Statistik des ISI Web of Knowledge wird das Journal mit diesem Impact Factor in der Kategorie multidisziplinäre Chemie an 47. Stelle von 179 Zeitschriften und in der Kategorie chemische Ingenieurwissenschaften an 23. Stelle von 143 Zeitschriften geführt.